# E-75
E-75は、第二次世界大戦中、ドイツで計画された重戦車。

## 開発
E-100、E-50、E-25、E-10の一連の戦車と同じく、戦車の各種構成品を共通化して生産性を高め、また重量ごとに戦車の標準化を行おうという E（Entwicklungstypen=開発タイプ）計画の一環として計画された。本戦車の目的としては、重戦車であるティーガーIIを代替する物になる筈であった。本車両においてはサスペンションのみが実際に完成し、テストされている。なお、E-100を除く一連のEシリーズ(本車含む)は、車体すら完成していない。

## 構造
ティーガーIIに搭載されているエンジンを改良した、HL234 V型12気筒液冷ガソリンエンジンを搭載する予定であった。
予定速度は40km/hと、殆ど差は無い。砲は同じくティーガーIIの物を改良した物が搭載される予定であった。
主砲には8.8cm KwK 戦車砲を搭載するものとされているが、攻撃力の面でティーガーIIを上回ることが求められており、10.5cm砲や12.8cm砲が搭載される可能性も存在した。
車体はティーガーIIに酷似した形になる予定で、正面装甲板の傾斜角を増し対弾性を高める設計になっている。また履帯、冷却装置、エンジンユニット等の多くの部品がE-50と共通になっており、生産性の向上に一役買っていた。そのため、本車両とE-50の外見は酷似した物になった可能性が高い。

## 性能諸元（予定）
- 外形寸法
  - 全長：12m
  - 車体長：-
  - 全幅：3.7m
  - 全高：3.8m
- 主砲：88mm戦車砲KwK44
- 副武装：-
- 装甲：-
- 乗員：5名
- 重量：80t
- エンジン：マイバッハ HL234
- 出力：-
- 速度：40km/h (整地)

## 登場作品
『World of Tanks』（オンラインゲーム）
ドイツ重戦車として登場。史実では88mm戦車砲Kwk44だが、開発を進めると128mm(12.8cm)Kwk.Ausf.Eが使用できる。